# Parrocchie della diocesi di Terni-Narni-Amelia

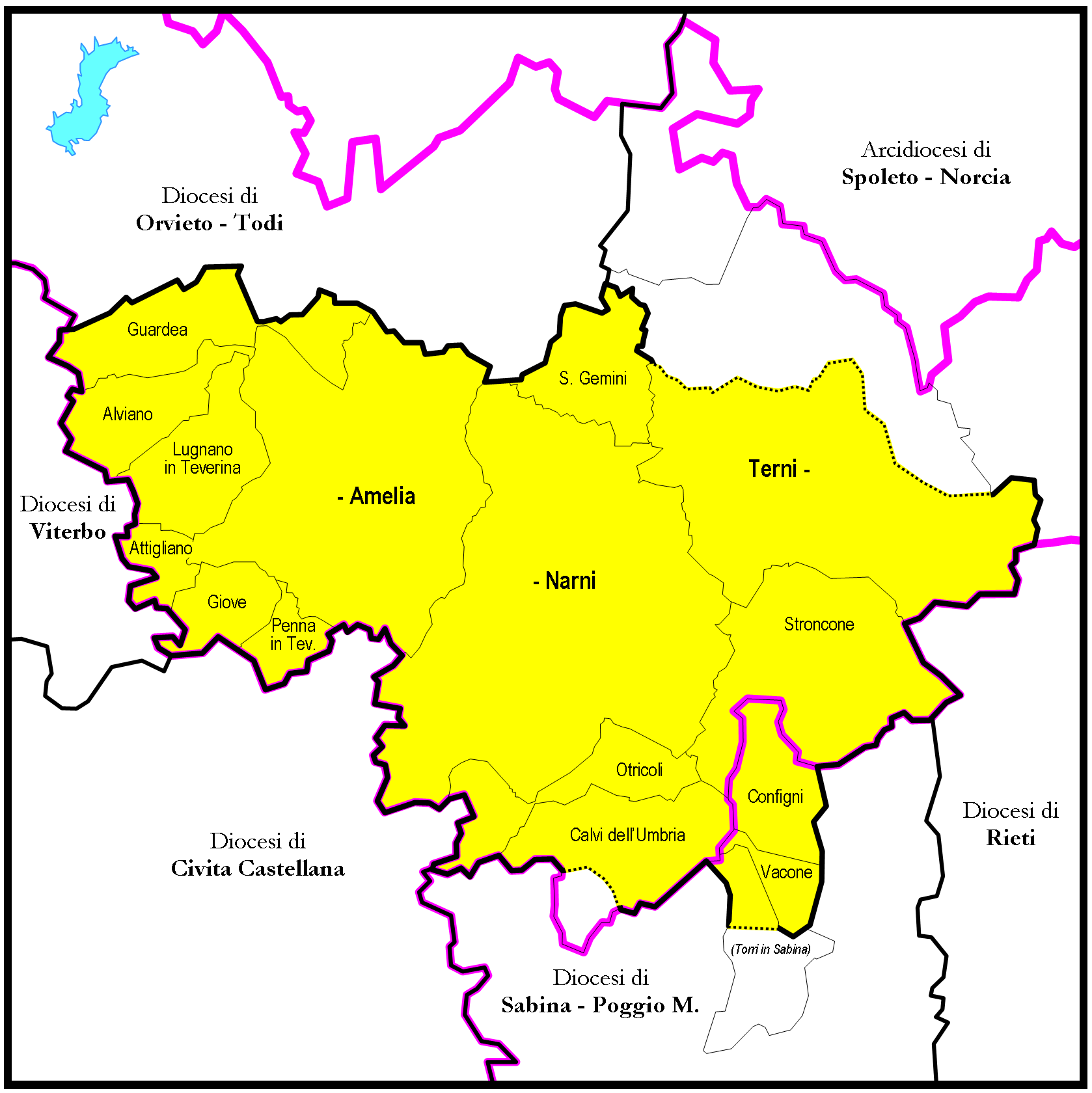
Mappa della diocesi

Le parrocchie della diocesi di Terni-Narni-Amelia sono 82 e sono distribuite in comuni e frazioni appartenenti alle province di Terni e di Rieti.

## Zone pastorali
La diocesi è organizzata in 6 foranie.

### Forania di Terni 1
| Parrocchia                           | Patrono                            | Comune | Frazione/Quartiere |
| ------------------------------------ | ---------------------------------- | ------ | ------------------ |
| Santa Maria Assunta nella Cattedrale | Santa Maria Assunta                | Terni  | centro             |
| Sacro Cuore Eucaristico              | Sacro Cuore di Gesù                | Terni  | Città Giardino     |
| San Francesco d'Assisi               | San Francesco d'Assisi             | Terni  | centro             |
| Santissimo Salvatore                 | Santissimo Salvatore               | Terni  | centro             |
| Santa Croce                          | Santa Croce                        | Terni  | centro             |
| San Pietro Apostolo                  | San Pietro Apostolo                | Terni  | centro             |
| Sant'Antonio di Padova               | Sant'Antonio di Padova             | Terni  | centro             |
| Santa Maria Regina                   | Beata Vergine Maria                | Terni  | centro             |
| Santa Maria della Misericordia       | Santa Maria della Misericordia     | Terni  | Borgo Bovio        |
| Santi Lorenzo e Cristoforo           | Santi Lorenzo e Cristoforo Martiri | Terni  | centro             |

### Forania di Terni 2
| Parrocchia                       | Patrono                             | Comune          | Frazione/Quartiere |
| -------------------------------- | ----------------------------------- | --------------- | ------------------ |
| Collescipoli                     | Santa Maria Maggiore e San Nicola   | Terni           | Collescipoli       |
| Aguzzo                           | San Pietro Apostolo                 | Stroncone       | Aguzzo             |
| Configni                         | Santa Maria Assunta                 | Configni        | centro             |
| Coppe                            | San Biagio Vescovo e Martire        | Stroncone       | Coppe              |
| Cospea - San Giovanni Battista   | San Giovanni Battista               | Terni           | Cospea             |
| Cospea - San Giuseppe Lavoratore | San Giuseppe Lavoratore             | Terni           | Cospea             |
| Finocchieto                      | Santi San Vincenzo e Sant'Anastasio | Stroncone       | Finocchieto        |
| Lugnola                          | San Cassiano Martire                | Configni        | Lugnola            |
| Rocchette in Sabina              | Santissimo Salvatore                | Torri in Sabina | Rocchette          |
| Stroncone                        | Santi Michele Arcangelo e Nicola    | Stroncone       | centro             |
| Terni - Santa Maria del Carmelo  | Beata Vergine del Monte Carmelo     | Terni           | centro-sud         |
| Vacone                           | San Giovanni Evangelista            | Vacone          | centro             |
| Vasciano                         | San Biagio Vescovo e Martire        | Stroncone       | Vasciano           |
| Vocabolo Gatti                   | Immacolata Concezione               | Terni           | Vocabolo Gatti     |

### Forania di Terni 3
| Parrocchia                           | Patrono                                     | Comune | Frazione/Quartiere |
| ------------------------------------ | ------------------------------------------- | ------ | ------------------ |
| Terni - San Valentino                | San Valentino                               | Terni  | San Valentino      |
| Campomicciolo                        | Cuore Immacolato di Maria                   | Terni  | Campomicciolo      |
| Cesure                               | San Paolo Apostolo                          | Terni  | Cesure             |
| Marmore                              | Sant'Andrea Apostolo                        | Terni  | Marmore            |
| Miranda e Valenza                    | Santissima Trinità e Santa Maria della Pace | Terni  | Miranda e Valenza  |
| Papigno                              | Santa Maria Annunziata e San Brizio         | Terni  | Papigno            |
| Piediluco                            | Santa Maria del Colle                       | Terni  | Piediluco          |
| Terni - San Gabriele dell'Addolorata | San Gabriele dell'Addolorata                | Terni  | sudest             |

### Forania di Terni 4
| Parrocchia     | Patrono                                             | Comune     | Frazione/Quartiere |
| -------------- | --------------------------------------------------- | ---------- | ------------------ |
| San Gemini     | San Gemine                                          | San Gemini | centro             |
| Borgo Rivo     | Santa Maria del Rivo                                | Terni      | Borgo Rivo         |
| Campitelli     | San Matteo Apostolo ed Evangelista                  | Terni      | Campitelli         |
| Campomaggiore  | San Giovanni Bosco                                  | Terni      | Campomaggiore      |
| Colle dell'Oro | Santa Maria dell'Oro                                | Terni      | Colle dell'Oro     |
| Collelicino    | Immacolata Concezione di Maria e San Carlo Borromeo | Terni      | Collelicino        |
| Gabelletta     | Nostra Signora di Fatima                            | Terni      | Gabelletta         |
| Trevi          | San Zenone Vescovo e Martire                        | Terni      | Trevi              |

### Forania di Narni
| Parrocchia                          | Patrono                                | Comune            | Frazione/Quartiere    |
| ----------------------------------- | -------------------------------------- | ----------------- | --------------------- |
| Narni - Concattedrale               | Santi Giovenale e Cassio               | Narni             | centro                |
| Calvi dell'Umbria                   | Santa Maria Assunta e San Valentino    | Calvi dell'Umbria | centro                |
| Capitone                            | Sant'Andrea Apostolo                   | Narni             | Capitone              |
| Guadamello-San Vito                 | Santa Maria Annunziata e San Vito      | Narni             | Guadamello e San Vito |
| Gualdo                              | Santi Pietro e Paolo                   | Narni             | Gualdo                |
| Itieli                              | San Nicola di Bari                     | Narni             | Itieli                |
| La Quercia                          | Santa Maria della Cerqua               | Narni             | La Quercia            |
| Montoro                             | Santi Giuseppe, Egidio e Marina        | Narni             | Nera Montoro          |
| Narni Scalo - Santa Maria del Ponte | Santa Maria del Ponte                  | Narni             | Narni Scalo           |
| Narni Scalo - Sant'Antonio          | Sant'Antonio di Padova                 | Narni             | Narni Scalo           |
| Otricoli                            | Santa Maria Assunta                    | Otricoli          | centro                |
| San Faustino                        | Santi Faustino e Giovita               | Narni             | San Faustino          |
| Poggio d'Otricoli                   | San Nicola di Bari                     | Otricoli          | Poggio                |
| Poggiolo                            | San Giorgio Martire                    | Calvi dell'Umbria | Poggiolo              |
| Ponte San Lorenzo                   | San Lorenzo Martire                    | Narni             | Ponte San Lorenzo     |
| San Liberato                        | San Liberato Abate                     | Narni             | San Liberato          |
| Sant'Urbano                         | San Michele Arcangelo                  | Narni             | Sant'Urbano           |
| Schifanoia                          | San Giovanni Battista                  | Narni             | Schifanoia            |
| Taizzano-Borgaria                   | Santa Maria Annunziata e San Silvestro | Narni             | Taizzano e Borgaria   |
| Testaccio                           | Santa Maria di Testaccio               | Narni             | Testaccio             |
| Vigne                               | San Lino Papa e Martire                | Narni             | Vigne                 |

### Forania di Amelia e Valle Teverina
| Parrocchia                          | Patrono                                      | Comune              | Frazione/Quartiere  |
| ----------------------------------- | -------------------------------------------- | ------------------- | ------------------- |
| Amelia - Sant'Agostino              | Sant'Agostino                                | Amelia              | centro              |
| Amelia - San Francesco d'Assisi     | San Francesco d'Assisi                       | Amelia              | centro              |
| Amelia - San Massimiliano           | San Massimiliano Kolbe                       | Amelia              | centro              |
| Amelia - Santa Maria dei Monticelli | Beata Vergine Maria                          | Amelia              | centro              |
| Alviano                             | Santa Maria Assunta                          | Alviano             | centro              |
| Attigliano                          | San Lorenzo Martire                          | Attigliano          | centro              |
| Capo di Sopra                       | San Giuseppe da Leonessa                     | Amelia              | Capo di Sopra       |
| Collicello                          | San Giovanni Apostolo ed Evangelista         | Amelia              | Collicello          |
| Foce                                | Santa Maria delle Grazie e San Gregorio Papa | Amelia              | Foce                |
| Fornole                             | San Pietro Apostolo                          | Amelia              | Fornole             |
| Frattuccia                          | Santa Maria Assunta                          | Guardea             | Frattuccia          |
| Guardea                             | Santi Pietro e Cesareo                       | Guardea             | centro              |
| Giove                               | Santa Maria Assunta                          | Giove               | centro              |
| Lugnano in Teverina                 | Santa Maria Assunta                          | Lugnano in Teverina | centro              |
| Macchie                             | San Nicola di Bari                           | Amelia              | Macchie             |
| Montecampano                        | San Pietro in Vincoli                        | Amelia              | Montecampano        |
| Penna in Teverina                   | Santa Maria della Neve                       | Penna in Teverina   | centro              |
| Porchiano del Monte                 | San Simeone Vescovo e Martire                | Amelia              | Porchiano del Monte |
| Sambucetole                         | San Matteo Apostolo ed Evangelista           | Amelia              | Sambucetole         |